# هوغو رودريغز
هوغو رودريغز (2 أبريل 1991 بمونبلييه في فرنسا - ) (بالفرنسية: Hugo Rodriguez)‏ هو لاعب كرة قدم فرنسي في مركز الوسط. لعب مع ستاد ريمس ونادي أرليه أفينيون ونادي مونبلييه.

## وصلات خارجية
- هوغو رودريغز على موقع رابطة كرة القدم الفرنسية للمحترفين (الإنجليزية)
- هوغو رودريغز على موقع قاعدة بيانات كرة القدم.إي يو (الإنجليزية)
- هوغو رودريغز على موقع AS.com (الإسبانية)